# Saturn (winkel)
Saturn is een Duitse elektronicasupermarkt. Ze is, evenals MediaMarkt, een dochteronderneming van moederbedrijf Ceconomy. De vestiging te Hamburg is de grootste elektronicawinkel ter wereld. In 2003 lag de omzet van de Saturn-Markt rond 1,9 miljard euro.

## Geschiedenis
Saturn wordt ook "de blauwe reus" genoemd. De eerste vestiging werd in 1962 geopend aan de Hansaring te Keulen. De eigenaar, het echtpaar Waffenschmidt, bood op een oppervlakte van 120 m² diverse elektronica aan, overwegend aan diplomaten. Pas vanaf 1969 werd er elektronica aan particulieren verkocht.
In de jaren tachtig ontstond een grote vestiging aan de Theresienhöhe in München, in 1985 volgde een vestiging in Frankfurt am Main. Saturn werd in 1990 door de MediaMarkt-Holding verworven. Beide ondernemingen gingen daarna op in de Media-Saturn-Holding GmbH.
Doorgaans bedraagt de oppervlakte van een vestiging tussen 2500 m² en 10.000 m². Een uitzondering en meteen de grootste elektronicamarkt in Europa bevindt zich met 18.000 m² in Hamburg.Deze grote oppervlakte hangt samen met de fusie van de winkels Horten en Kaufhof in het midden van de jaren negentig, twee elektronicawarenhuizen vlak bij elkaar.
Europa telt ongeveer 200 vestigingen, waarvan 129 in Duitsland, 26 in Frankrijk, 11 in Oostenrijk, 11 in Italië, 12 in Polen, 9 in Spanje, 7 in Turkije, 4 in Hongarije en in Zwitserland een. In het 3e kwartaal van 2014 zijn alle 13 Saturn-vestigingen in Nederland omgebouwd naar MediaMarkt.

## Benelux
In 2006 werd de eerste Nederlandse vestiging geopend in winkelcentrum Zuidplein te Rotterdam, die echter in februari 2014 weer werd gesloten. Later openden ook vestigingen in andere provincies.
In België had Saturn vijf vestigingen. De oudste vestiging was die in Antwerpen, in de Stadsfeestzaal aan de Meir. De andere filialen bevonden zich in Wilrijk, Luik, Brugge en Kortrijk. In 2013 liet Saturn weten dat het zich terugtrok uit België. Vier vestigingen zouden worden omgebouwd naar een MediaMarkt. De vestiging in Antwerpen werd definitief gesloten, omdat zich op loopafstand aan de Keyserlei al een Mediamarkt bevond. Een jaar later maakte moederbedrijf Media-Saturn Holding (MSH) bekend dat de merknaam Saturn ook in Nederland zou worden teruggetrokken, ten gunste van MediaMarkt. Enkele maanden eerder kondigde Saturn nog een samenwerking met De Bijenkorf aan.